# Schackgalerie
La Schackgalerie (appelée après 2009 la collection Schack) est un musée administré par la Collection de tableaux de l'État de Bavière (Bayerische Staatsgemäldesammlungen). Il se trouve à Munich, rue Prinzregentenstrasse.

## Historique
C'est en 1855 que le comte Adolf Friedrich von Schack s'installe à Munich, où il est admis à l'académie des sciences. Il débute alors dans son hôtel particulier, près des Propylées de Munich, une collection splendide de tableaux de maîtres, et collectionne les peintres du romantisme allemand. Il acquiert aussi des œuvres d'Anselm Feuerbach, de Schwind, de Böcklin, de Lenbach, de Spitzweg, Rottmann, etc. Il fait également copier des tableaux de maîtres en Italie (charge qu'occupent pendant quelques années Franz Lenbach, ou Hans von Marées avant d'être renvoyé). La collection est léguée à la mort du comte en 1894 à l'empereur Guillaume II.
Le musée se trouve dans un édifice construit en 1907-1910 par Max Littmann en style néoclassique, contre l'ancienne représentation diplomatique du royaume de Prusse, à la Prinzregentenstrasse. Guillaume II désirait en effet que la collection demeurât à Munich. Cet édifice fut habité par l'artiste Franz Naager.
Le musée a été réuni en 1939 à la Collection de tableaux de l'État de Bavière. Il comporte dix-sept salles ouvertes au public.  

Sélection de tableaux de la Schackgalerie
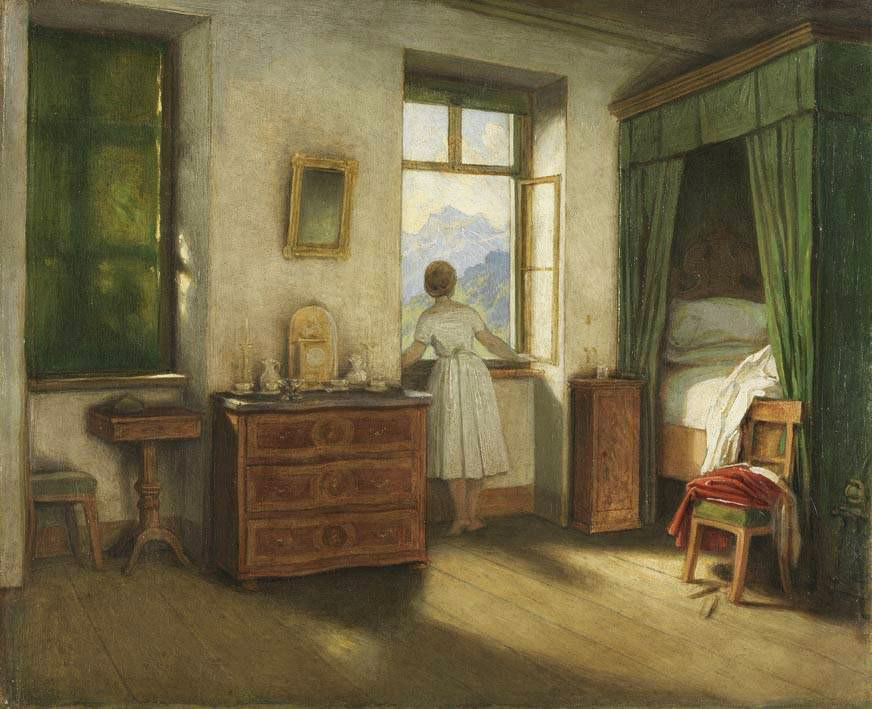
Moritz von Schwind — Heures matinales 1858
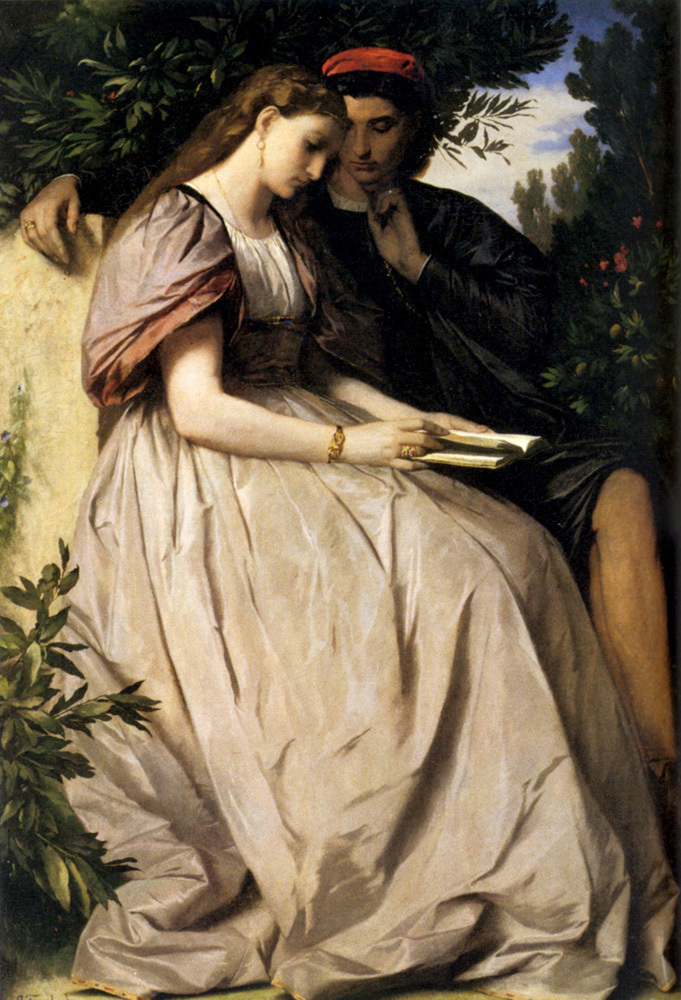
Anselm Feuerbach — Paolo et Francesca 1864
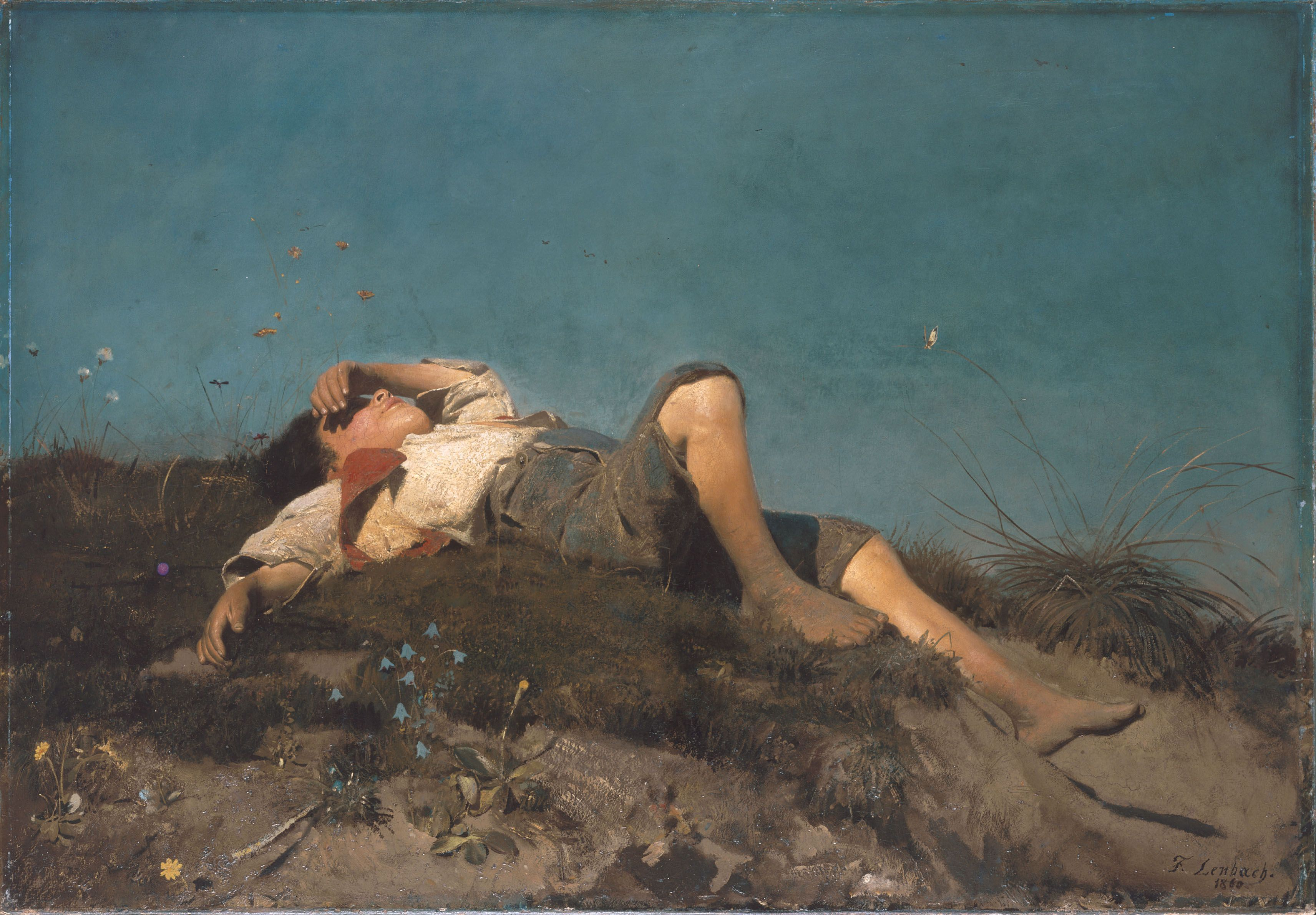
Franz von Lenbach — Le Pâtre endormi 1860
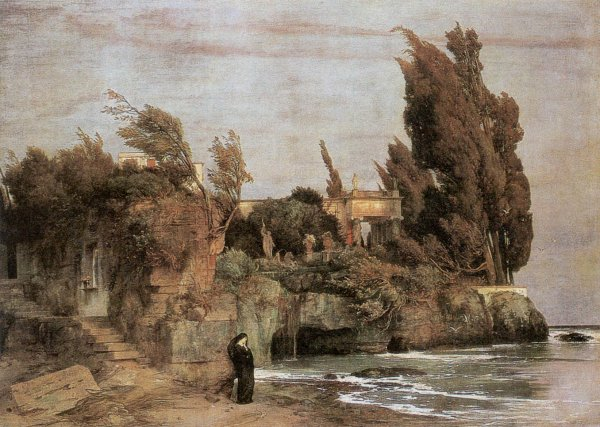
Arnold Böcklin — Villa au bord de mer II 1865
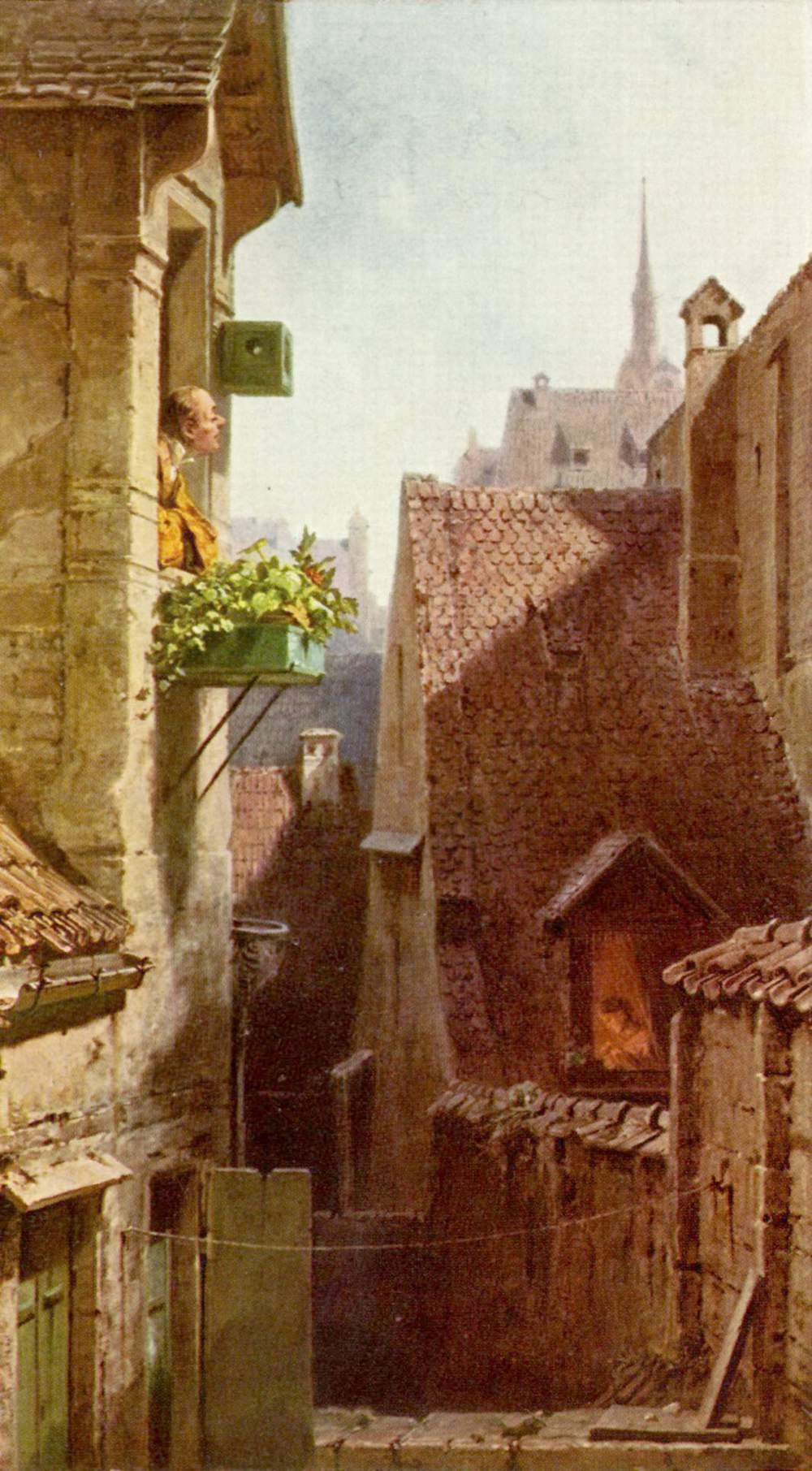
Carl Spitzweg — L'Hypochondriaque um 1865